# Novosélitsia (Odesa)
Novoselytsia  (ucraniano: Новоселиця) es una localidad del Raión de Bilhorod-Dnistrovskyi en el Óblast de Odesa de Ucrania. Según el censo de 2001, tiene una población de 267 habitantes.